# Ordine di Maggio
L'Ordine di Maggio è un ordine cavalleresco argentino.

## Storia
L'Ordine venne fondato il 17 dicembre 1957.

## Classi
L'Ordine dispone delle seguenti classi di benemerenza:
- Collare
- Gran Croce
- Grand'Ufficiale
- Commendatore
- Ufficiale
- Cavaliere

| Nastri          |            |              |
| Cavaliere       | Ufficiale  | Commendatore |
| Grand'Ufficiale | Gran Croce | Collare      |

## Insegne
Il nastro è rosso con bordi bianchi.